# 羌帖

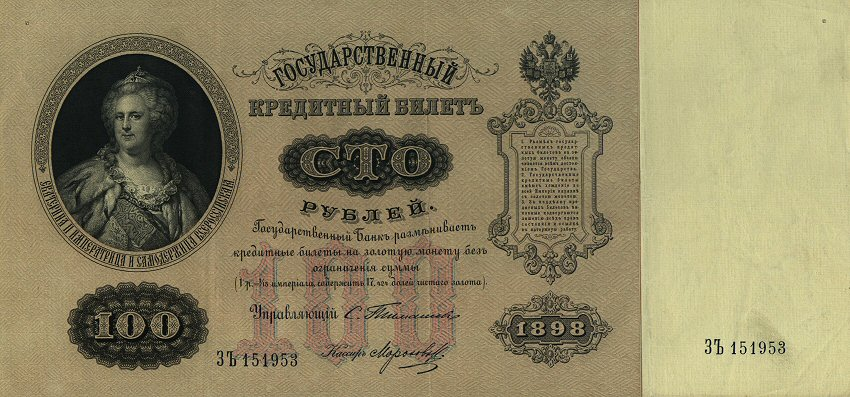
1898年版100卢布纸币

羌帖，指在中国流通的俄罗斯帝国和俄国白军势力发行的卢布及以金卢布为本位的兑换券的统称，源自中国东北地区的民间俗称。俄国卢布从1860年代开始流入中国，1920年代中期因严重贬值而退出流通。在中国东北主要流通于哈尔滨和中东铁路沿线，在新疆則主要流通于伊犁和塔城。流入中国的羌帖种类繁多，主要有俄罗斯帝国国家银行发行的罗曼诺夫老帖、俄羅斯臨時政府发行的克伦斯基新帖、临时全俄罗斯政府发行的鄂木斯克债券、中东铁路管理局授意华俄道胜银行发行的霍尔瓦特票等。

## 名称
“羌帖”是中国东北地区民间对俄罗斯帝国及俄国白军发行在中国流通的卢布纸币的俗称，与其相对应的，当时在东北流通的中国官方发行的纸币被称为“官帖”，非官方发行的纸币被称为“私帖”。“羌帖”一名并非官方名称，虽然在中东铁路时期华方的各种资料文献中“羌帖”或“羌洋”等词汇频繁出现，如民国七年（1918年）2月，在一份向东省铁路督办禀报中有“近因羌洋毛荒，百物腾贵”等句，但由俄方管理的中东铁路当局的中文文献中从未出现，相应概念大多被称为“卢布”或“俄洋”。
对于卢布纸币被称为“羌帖”的原因，一种说法是源自清代对俄罗斯人的称谓“老羌”。“老羌”或“老枪”是清朝初年对俄罗斯的一种特殊称谓，多流行于民间，官方文献中不多见。清初诗人吴兆骞所铸《秋茄集》中有一首描写巴海将军远征罗刹情形的诗《奉送巴大将军东征逻察》，自注中称“逻察一名老羌，乌孙种也”；吴兆骞之子吴桭臣在《宁古塔记略》中记载“时逻车国造反（又名老羌）”；何秋涛在其《朔方备乘》中称“俄罗斯人自称曰老羌”；杨宾《柳边纪略》中有“阿罗斯，一作俄罗斯，既罗刹，边外呼为老枪”；方拱乾《绝域纪略》称“老枪”为“鸟枪”的讹变，源于俄国人善用鸟枪。

## 历史

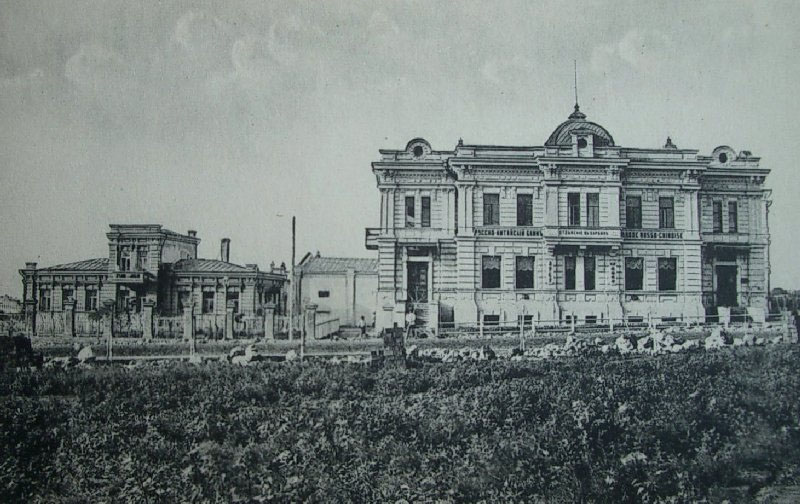
华俄道胜银行哈尔滨分行大楼（右侧）

1858年，俄罗斯帝国东西伯利亚总督尼古拉·尼古拉耶维奇·穆拉维约夫和清朝黑龙江将军奕山签署《瑷珲条约》，俄国侵占中国黑龙江以北、乌苏里江以东的大片领土。1860年代开始，俄国卢布开始越过中俄边境进入中国东北。1868年，中国商人曾向官府报称：“近来该夷商人比前倍觉诡诈，凡买本铺之货，并不付银，俱给羌帖，小民等欲不卖给，尤恐致失两国之谊。”到1875年，“羌贴”已在黑龙江瑷珲县占据优势地位，《黑龙江志稿》记载“光绪初年，瑷珲商贾行用皆系俄帖，华商购办货物必须以银易帖，始可易货。以至边界数百里，俄帖充溢不下数百万。”
1898年6月，华俄道胜银行在哈尔滨建立分行，1897年8月，中东铁路开始修筑，大量俄罗斯人涌入哈尔滨，并逐渐操纵了哈尔滨的行政权，黑龙江境内羌帖逐日增多。1903年7月1日，中东铁路全线通车，至此共投入经费3.15亿卢布，其中多由华俄道胜银行以支付工资、购买建材及消费品等途径投放到中国东北尤其是黑龙江地区。中东铁路运费、与俄国人交易，以及铁路地段内的税捐缴纳，均强制使用俄国卢布，其流通量迅速增加。因此，羌帖占领哈尔滨货币市场，形成以卢布为本位的哈埠币制。羌帖先在铁路沿线使用，其后又逐渐向四周扩散:253。此时的卢布纸币是由俄罗斯帝国罗曼诺夫王朝发行，因此被称为“罗曼诺夫老帖”。因币制不同，外地中国人到哈尔滨必须先将所携货币兑换成卢布后才能通用。不久，东三省的官银钱号也相继在哈尔滨设立分号，并发行官帖。官帖主要流通于哈尔滨道外，到道里、南岗等地仍需使用羌帖，在哈尔滨形成了“割据式”的货币流通模式。
俄国从1897年开始实行金本位，规定卢布纸币可随时兑换金币，因此华俄道胜银行在哈尔滨宣传“卢布就是黄金”，称1卢布纸币可向该行兑换1个卢布银币，而满5卢布可兑换1个卢布金币，且可以随时兑换。1904年至1905年日俄战争期间，俄军在中国东北北部购买物资，造成大量羌帖流入。1914年7月，第一次世界大战爆发前夕，俄国政府于7月27日正式宣布卢布纸币不再兑现，羌帖成为不兑现纸币，而且因战费增加，俄国政府大量增发纸币，羌帖大幅贬值，到1916年8月，每100卢布仅能兑换银元12元。一战期间，因战争形式变幻莫测，国际形势动荡不安，卢布币值时涨时落，羌帖投机成为时兴买卖。許多人認为羌帖在俄国胜利后能恢复原价，于是大量购入。作家萧红曾在《一九二九底愚昧》一文中描述她母亲、亲戚和邻居们购买羌帖的情形；張永久《袁世凱家族》一书中描述了袁世凯儿子袁克齐购买羌帖并因此损失大量钱财的事情。从1892年至1916年，俄国纸币的净流入量高达4.15亿卢布。
1917年3月，二月革命爆发，沙皇政權被推翻，俄国临时政府成立。临时政府发行了大量纸币，其中克伦斯基执政期间所发行的新币被称为“克伦斯基新帖”；在哈尔滨华俄道胜银行的推广和中国北洋政府的协助之下，克伦斯基票大量流入中国境內。至1917年9月，北满地区卢布流通额已达4亿，其中哈尔滨约有2亿卢布。1917年11月，十月革命爆发，俄国临时政府被布尔什维克推翻，不過哈尔滨和中东铁路沿线仍属于白军势力范围。1918年11月，以高尔察克为首的白军政权临时全俄罗斯政府发行有价证券，高尔察克政府因位于鄂木斯克也被称为鄂木斯克政府，其发行的纸币因此被称为“鄂木斯克债券”。1919年11月，中东铁路按高尔察克政府命令不再使用克伦斯基新帖，克伦斯基新帖变为废纸。1918年12月，中东铁路管理局授意华俄道胜银行以市面缺乏小额货币为名发行纸币，被称为“霍尔瓦特票”。1919年10月，北洋政府发行哈大洋票，市面改以“大洋”为货币本位。据1921年3月23日《滨江时报》报道，羌帖每1000元大帖可兑换大洋八九元，每100元老帖可兑换大洋一元。但不久后的4月13日，羌帖价值就跌落到每千元仅可兑换大洋一元。根据资料统计，1924年，中国百姓持有的羌帖总量约为82亿。1920年代中期，各种羌帖因严重贬值已全部沦为废纸，退出市场流通。

## 分类

### 罗曼诺夫老帖

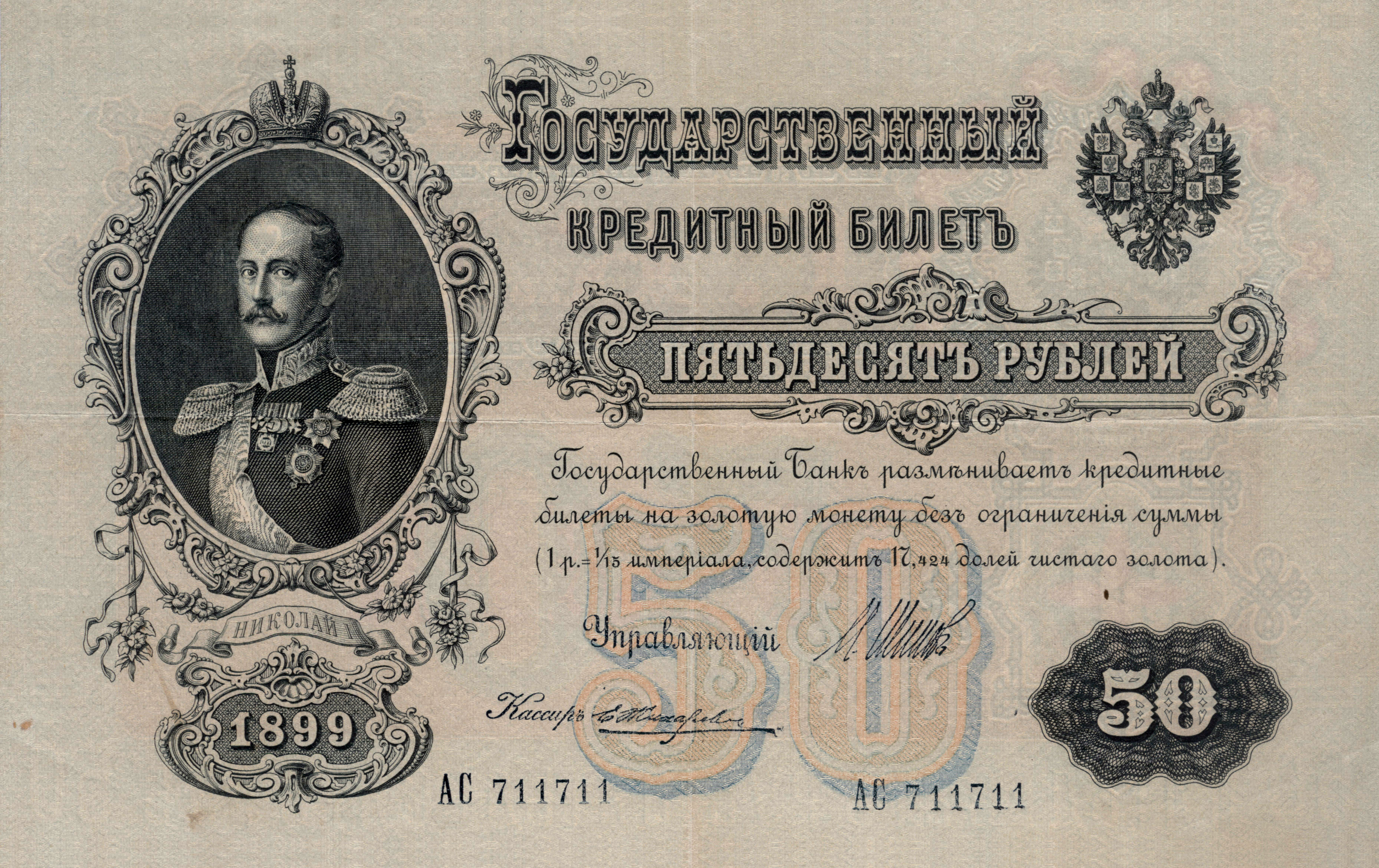
1899年版50卢布纸币

罗曼诺夫老帖，也就是俄罗斯帝国国家银行发行的卢布纸币，是流入中国最早、流通时间最长、流通量最大的羌贴，得名于统治俄罗斯帝国的罗曼诺夫王朝，被称为“老帖”或“旧帖”是相对于1917年俄国二月革命后至1922年苏联发行新货币前俄国各势力发行的“新帖”而言的。
俄国从19世纪初开始发行纸币，到1897年实行金本位制之前，俄国卢布纸币随年份的不同，有很多的种类，主要面额有1卢布、3卢布、5卢布、10卢布、25卢布、50卢布和100卢布七种，票面上均印有双头鹰国徽，部分票面上印有沙皇肖像。该类纸币曾少量流人中国。1897年，俄国实行金本位制，确定卢布纸币与金卢布铸币的比价为1.5:1。同年订立纸币发行条例，由国家银行发行纸币，在俄国境内强制通用，主要面额有1卢布、3卢布、5卢布、10卢布、25卢布、50卢布、100卢布和500卢布八种。该类纸币曾大量流入中国东北地区。

### 克伦斯基新帖
克伦斯基新帖是指由克伦斯基临时政府发行的卢布纸币，哈尔滨人也称之为“克伦斯基票”。1917年3月15日，二月革命爆发，沙皇尼古拉二世被推翻，俄国临时政府在彼得格勒成立。临时政府成立后，为维持巨额的军费开支，曾大量发行俄罗斯帝国卢布。8月6日，以克伦斯基担任总理的第二届联合政府成立，克伦斯基临时政府执政期间，发行新版卢布纸币。新帖虽仍自称为金本位货币，但并不能兑换，因此属不兑现纸币。1917年版包括250卢布、1000卢布2种大帖和40卢布、20卢布2种小帖。小帖因大小、形式与当时啤酒商标相似，被俗称为“啤酒牌子”。1918年增发1卢布、3卢布、5卢布、10卢布、25卢布、50卢布、100卢布、250卢布、500卢布、1000卢布、5000卢布、10000卢布等面额。

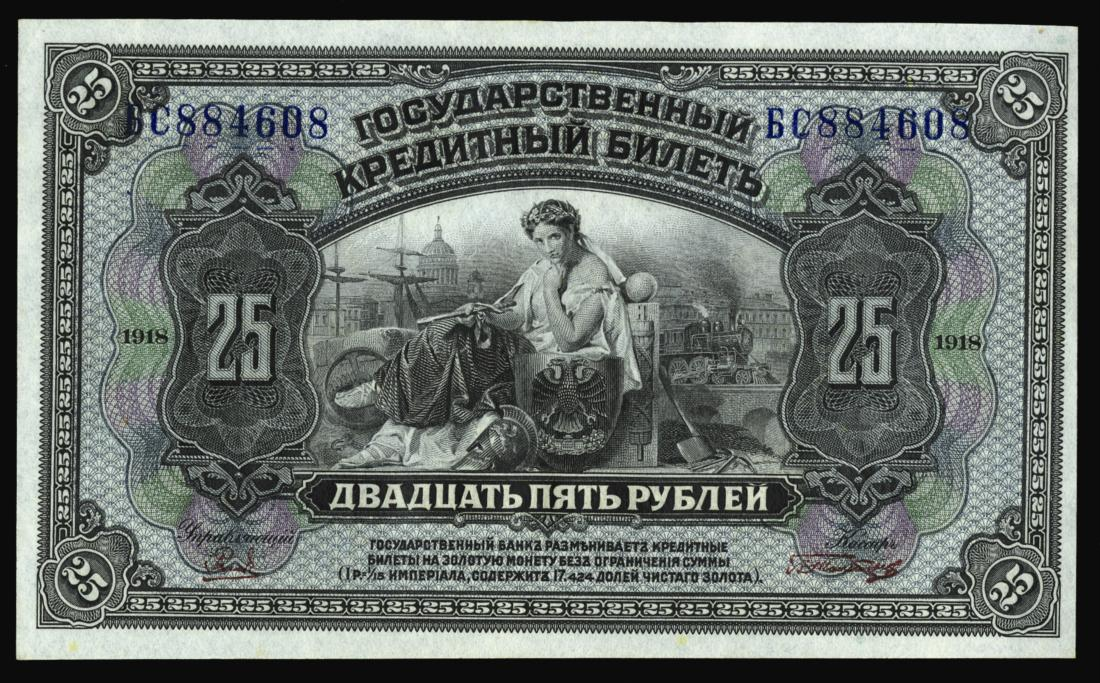
1918年25卢布克伦斯基新帖

1917年8月间，克伦斯基新帖就开始流入中国境内，华俄道胜银行哈尔滨支行也开始有意识的回收沙俄卢布，推行新币。1917年10月和11月，克伦斯基政府驻华大使库达聂夫曾在中国报纸上刊登发行新币的通告，称其“与旧式纸币同一效力”，并于10月31日向北洋政府外交部发出公函，要求北洋政府协助推行新币。北洋政府将克伦斯基新帖发行的消息“广为传布，以便周知”，并指示滨江道尹等遍贴布告，要求对克伦斯基新帖“务须行使，不得疑虑”。因此，克伦斯基新帖得以在中国东北地区广为流传。1917年11月十月革命爆发，俄国临时政府被推翻，但中国东北的俄国势力仍属白军管辖。1919年10月，高尔察克政府为了推行新发行的鄂木斯克债券，下令中东铁路自11月1日起停止使用克伦斯基新帖，克伦斯基新帖一夜之间变为废纸。当时，仅哈尔滨一地所存的克伦斯基新帖就在3亿卢布以上，吉林境内有12000万卢布以上，海参威华侨手中有48000万卢布以上。

### 鄂木斯克债券

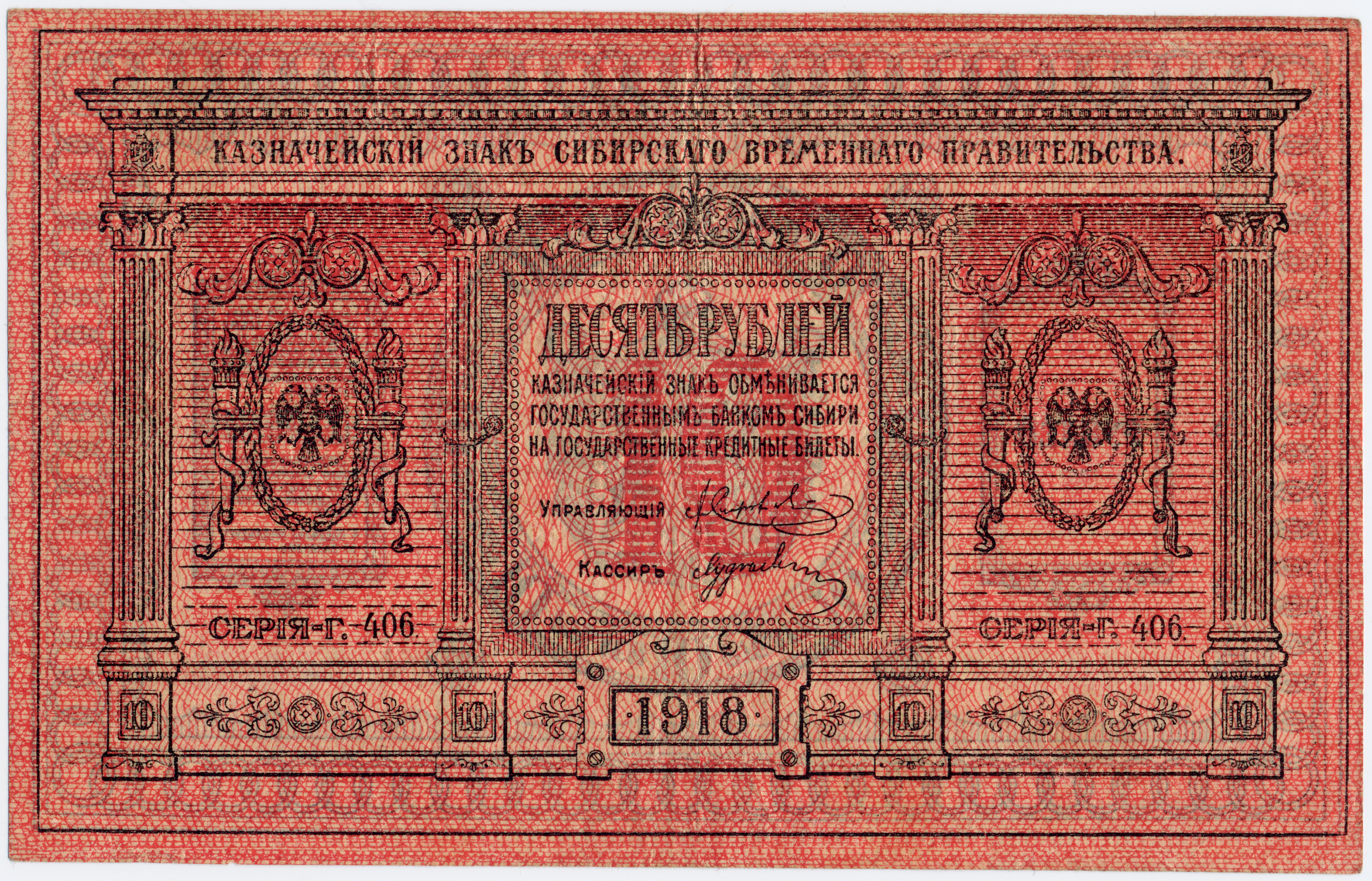
1918年10卢布国库钱券

鄂木斯克债券是指鄂木斯克政府发行的有价证券。1918年，在外国武装干涉者的支持下，西伯利亚临时政府成立。1918年11月3日，西伯利亚临时政府在鄂木斯克改组为临时全俄罗斯政府，不久原俄罗斯帝国海军将军亚历山大·瓦西里耶维奇·高尔察克成为其最高领导人。鄂木斯克政府为了筹集军政费用，于1918年11月发行短期国库债券，最初为小额债券，面额为1卢布、5卢布、10卢布，均为横式双面印刷，称“西伯利亚临时政府国库钱券”，俗称“西伯利亚临时帖子”，也称“荒钱”。1919年和1920年发行大额债券，面额有25卢布、50卢布、250卢布、500卢布、1000卢布、5000卢布、10000卢布、25000卢布等多种，均为竖式单面印刷，250卢布及以下面额的称“西伯利亚国库券”，以上面额的称“西伯利亚国家金库短期债票”，大额债券多呈黄绿色，在中国东北被称“黄条子”，在新疆被称“牛舌头”。1919年3月，鄂木斯克债券开始在哈尔滨出现，流入之初就遭到中国人的抵制。高尔察克政府下令中东铁路自1919年11月1日起停止使用克伦斯基新帖，但鄂木斯克债券也仅在购买火车票时可以使用，其他地方都不能用。1919年10月16日，鄂木斯克政府垮台。1920年12月1日起，中东铁路局不再收用鄂木斯克债券和克伦斯基票，两种纸币均变为废纸。

### 霍尔瓦特票

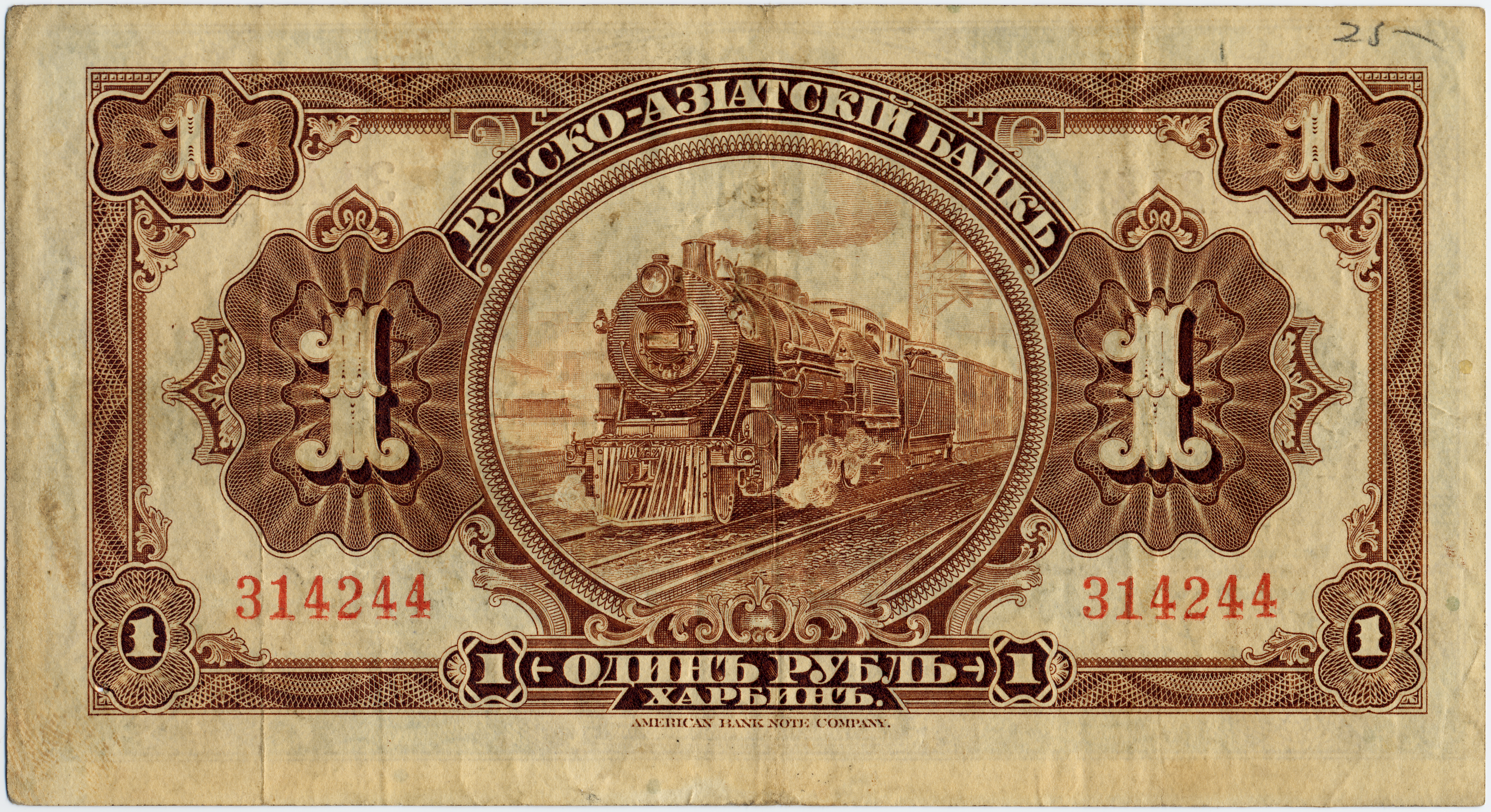
1卢布霍尔瓦特票正面

霍尔瓦特票是中东铁路督办兼护路军总司令霍尔瓦特命令华俄道胜银行哈尔滨分行以市面缺乏小额货币为名于1918年12月发行的一种卢布纸币，有50戈比、1卢布、3卢布、10卢布和100卢布等5种面额，由美国钞票公司印制，总发行量为2000万卢布。该币的发行受到了社会舆论的抵制，尽管哈尔滨《远东报》极力为其辩护、鼓吹，但始终未获得商民认同。1919年1月10日和15日，黑龙江督军鲍贵卿先后电告吉林督军孟恩远、省长郭宗熙和奉天巡阅使张作霖一致拒绝接受，并通令各商会一律拒用。鲍贵卿指出“霍尔瓦特现发行新羌帖，为数甚巨……假借找零为名，实则扩张票额。查中东铁路经过地方，本为我国领土，俄人于此行使纸币，已属碍我主权。自羌帖低折以来，商民损害不下万万。现霍氏又发新帖，万难听其行使。”由于俄方的全力推行，最终在哈尔滨埠头区及中东铁路沿线勉强行用。1920年3月13日，霍尔瓦特因中东铁路的中俄工人罢工被迫去职，中国政府接管中东铁路。此后，华俄道胜银行拒绝收兑霍尔瓦特票，中东铁路也不再使用，霍尔瓦特票成为废纸。

## 影响

### 钱桌子

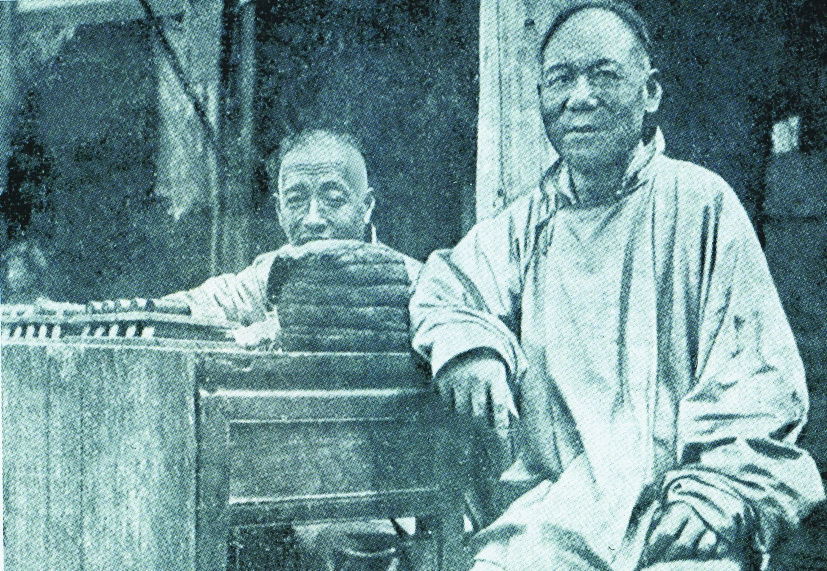
哈尔滨街头的钱桌子

钱桌子是哈尔滨历史上的一类民间性货币兑换机构。1903年，羌帖成为哈尔滨市面上，尤其是道里、南岗等地的实际本位货币，其他地区中国人多使用本国货币，因此产生货币兑换需求。由于各种货币兑换比价是随着市面供需变化而变化的，并不固定，兑出兑入时存在差价。因此，一些商人开始经营以兑换货币为业的“钱桌子”，绝大部分是露天营业，主要分布在交通要道、马路两旁。钱桌子随着哈尔滨羌帖的盛行而不断发展，至1910年年末已有70多处，至1915年增加到100余处。道外正阳街曾形成了钱桌子相对集中的汇兑街，道里、南岗等地也有钱桌子经营。
钱桌子主要是靠兑出兑入的贴水来赚取利润，仅少数为合法经营，多数则行使假帖、假票，有的甚至乘隙拐骗潜逃。滨江县知事张兰君曾发布命令规范钱桌子的活动，滨江警察厅还曾要求钱桌子每家每月“缴纳营业税老帖20元”，试图限制其发展，均未奏效。1916年4月，哈尔滨自治公议会董事会发布了《钱桌子取缔令》，规定钱桌子应由殷实公正的商人出具保证并取得许可证后才能营业，否则将予以取缔。其后，道里、南岗、香坊等地的钱桌子有所收敛。但不久又以小钱铺的形式重新出现。
1917年俄国十月革命之后，大批白俄涌入哈尔滨，随之而来的是大量的俄国纸币，羌贴价格摇浮不定，一些商人趁机加入钱桌业。1918年，仅道外就有323处钱桌子。随着羌贴价值暴跌，日本金票乘机进入哈尔滨市场，钱桌子再次兴旺，至1919年5月末，道里、道外、南岗、香坊等地的钱桌子激增到1200多处。6月11日，哈尔滨警方发布《取缔钱桌子通告》，仅保留52处继续营业，其他钱桌子全部停业，且不准再行添设。1919年10月，中方发行哈大洋票，市面改以银元为货币本位，兑换业逐渐萧条，到1920年代中期，各种钱桌子基本停业。

### 羌帖兑换券

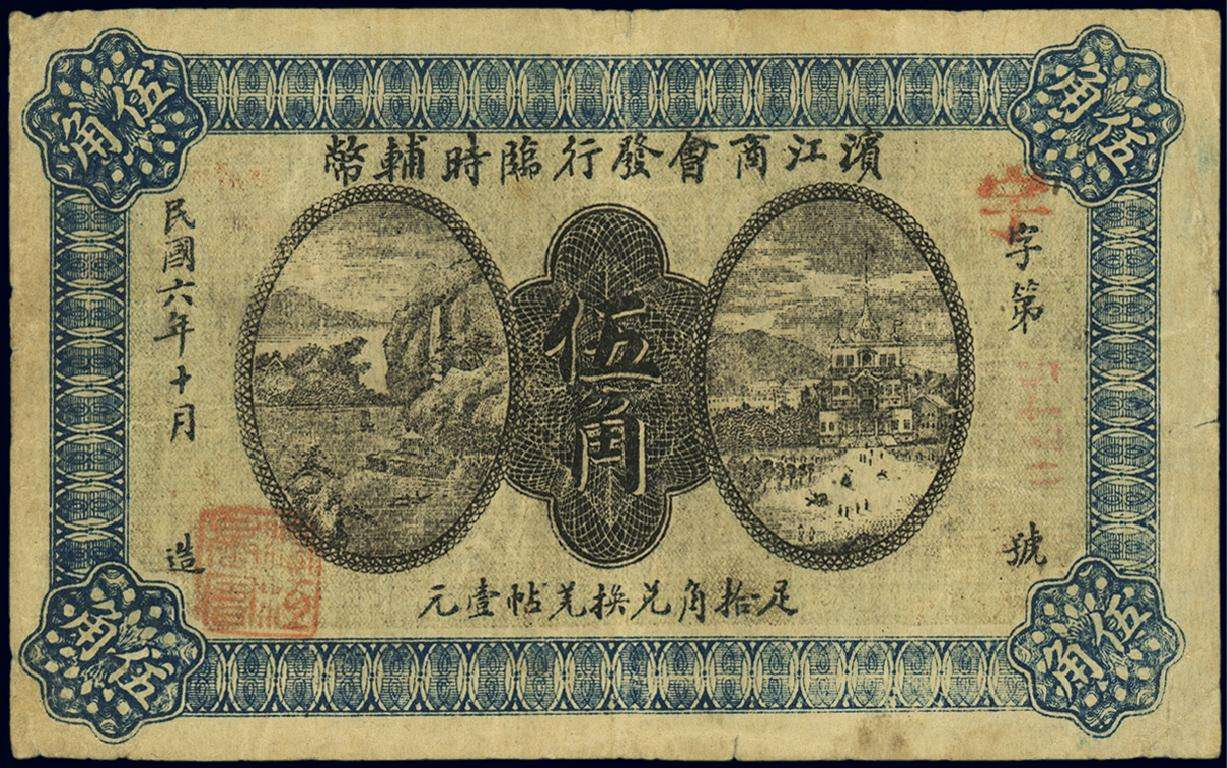
5角滨江商会临时辅币券

1917年，俄国十月革命胜利后，东北各地商会等地方组织为了接济市场找零及流通需要，陆续发行了一些可与“羌帖”兑换的临时辅币券和存票，俗称“羌帖兑换券”。羌帖兑换券在设计形式上于正式纸币相同，以“元”、“角”、“分”为计值单位，也有个别直接以“卢布”计值，其特点是与各种羌帖有固定比价，如滨江商会于1917年发行的滨江商会临时辅币券正面上有“足拾角兑换羌帖壹元”，背面则声明“本埠市面向系流通羌洋，近因零币缺乏，市面滞塞，本会为维持钱法起见，特发行半角、一角、二角、五角四种小票，以资接济，一埃钱法充足，再由本会如数收回，以防毛滥，特此声明”。

### 哈尔滨经济
因羌帖贬值，1919年至1921年间，殖边银行、农产银行、农商银行、储蓄银行、辅商银行等以羌帖为资本金的的银行全部破产关闭。1921年，哈尔滨倒闭的工商企业达1000余家。